# Sjaak Ruska
Sjaak Ruska (31 mei 1966) is een Nederlands powerlifter en voormalig 'Sterkste Man'.
Ruska, behoorde vijf jaar lang tot de top van de Sterkste Mannen van Nederland. Judoka Wim Ruska is de oom van Sjaak. Vanaf 2007 is Sjaak Ruska niet meer actief in de competities van Sterkste Man, maar doet hij nog wel aan krachttraining en judo op recreatief niveau. In 2003 was Ted van der Parre zijn trainer. Ruska was jarenlang gevangenbewaarder in een jeugdinrichting, beveiliger en portier bij discotheken en dergelijke.

## Een selectie van zijn prestaties
- 2e plaats Sterkste Man van Nederland - 2006
- 1e plaats voorronde Sterkste Man van Nederland - 2006

- 2e plaats Intercontinentale teams - Pécs, Hongarije - 2004
- 1e plaats voorronde Sterkste Man van Nederland - 2004
- 25e plaats "World Cup" Riga, Letland - 2004

- 9e plaats Grand Prix van Holland - 2003  (met deelnemers uit de hele wereld)
- 3e plaats Sterkste Man van Nederland - 2003
- 2e plaats voorronde Sterkste Man van Nederland - 2003
- 3e plaats Nederlands kampioenschap vrachtwagentrekken - 2003
- 4e plaats Grand Prix Ylitornio, Finland - 2003

- 2e plaats Sterkste Man van Nederland - 2002[1]
- 1e plaats voorronde Sterkste Man van Nederland - 2002
- 1e plaats Sterkste Man van De Wolden - 2002

## Statistieken
- Lengte: 197 cm
- Gewicht: +- 135 kg (tussen 2002 - 2006)